# نهائي كأس اسكتلندا 2024
نهائي كأس اسكتلندا 2024 هو المباراة الختامية لبطولة كأس اسكتلندا 2023–24، النسخة رقم 139 من أعرق بطولات خروج المغلوب في كرة القدم الاسكتلندية. أقيمت المباراة بين سلتيك ورينجرز على ملعب هامبدن بارك في مدينة غلاسكو يوم 25 مايو 2024.

## خلفية
كان هذا النهائي هو الظهور رقم 61 لفريق سلتيك في نهائي كأس اسكتلندا (رقم قياسي وطني)، بينما كان النهائي رقم 54 لفريق رينجرز. كما كانت هذه المواجهة رقم 441 بين قطبي الـأولد فيرم، وأول نهائي كأس اسكتلندا يجمعهما منذ عام 2002.

## الطريق إلى النهائي
| سلتيك                                                                         | سلتيك                                    | الدور        | رينجرز                     | رينجرز  |
| الخصم                                                                         | النتيجة                                  | الدور        | الخصم                      | النتيجة |
| ----------------------------------------------------------------------------- | ---------------------------------------- | ------------ | -------------------------- | ------- |
| باكي ثيسل (أرضية)                                                             | 0–5                                      | الدور الرابع | دمبارتون (خارج الأرض)      | 1–4     |
| سانت ميرين (خارج الأرض)                                                       | 0–2                                      | الدور الخامس | إير يونايتد (أرضية)        | 0–2     |
| ليفينغستون (أرضية)                                                            | 2–4                                      | ربع النهائي  | هيبرنيان (خارج الأرض)      | 0–2     |
| أبردين (محايد)                                                                | 3–3 (بعد وقت إضافي) (5–6 بركلات الترجيح) | نصف النهائي  | هارت أوف ميدلوثيان (محايد) | 0–2     |
| مفتاح: (أرضية) = ملعب الفريق، (خارج الأرض) = ملعب الخصم، (محايد) = ملعب محايد |                                          |              |                            |         |

## المباراة

### ملخص
الهدف الوحيد في المباراة جاء في الدقيقة 90، حيث سجل آدم إيداه من مسافة ست ياردات بعد أن تصدى حارس مرمى رينجرز جاك بوتلاند لتسديدة من باولو برناردو وارتدت الكرة في طريقه.

### التفاصيل
|               | ضد |  |
| ------------- | -- |  |
| آدم أيداه 90' |    |  |

قوانين المباراة:
- 90 دقيقة
- 30 دقيقة وقتًا إضافيًا في حال التعادل
- ركلات ترجيح إذا استمر التعادل
- تسعة بدلاء مسجلين
- يُسمح بخمسة تبديلات خلال الوقت الأصلي، وتبديل سادس في الوقت الإضافي

## التغطية الإعلامية
قامت بي بي سي اسكتلندا وPremier Sports ببث المباراة النهائية، وذلك في ختام عقد مدته ست سنوات في المملكة المتحدة لبث مباريات كأس اسكتلندا.